# Eublemma inconspicua
Eublemma inconspicua is een vlinder uit de familie van de spinneruilen (Erebidae). De wetenschappelijke naam van deze soort werd voor het eerst voorgesteld als Micra inconspicua door Francis Walker in een publicatie uit 1865.
De soort komt voor in Australië.